# Gerd Bertko
Gerd Bertko (* 22. September 1955 in Weißwasser; † 28. November 2009 in Berlin) war Eiskunstlauf-Sportfunktionär.
In der DDR bis zur deutschen Wiedervereinigung war Gerd Bertko als Eiskunstlauf-Cheftrainer in Berlin beschäftigt. Danach übernahm er die Position des Abteilungsgeschäftsführers im SC Berlin. Gleichzeitig war er als Eiskunstlauftrainer im SC Berlin tätig und war Mitglied des Präsidiums des SC Berlin. 
Gerd Bertkos Zwillingsbruder Jürgen arbeitet ebenfalls als Eiskunstlauftrainer.